# Calvin Bridges

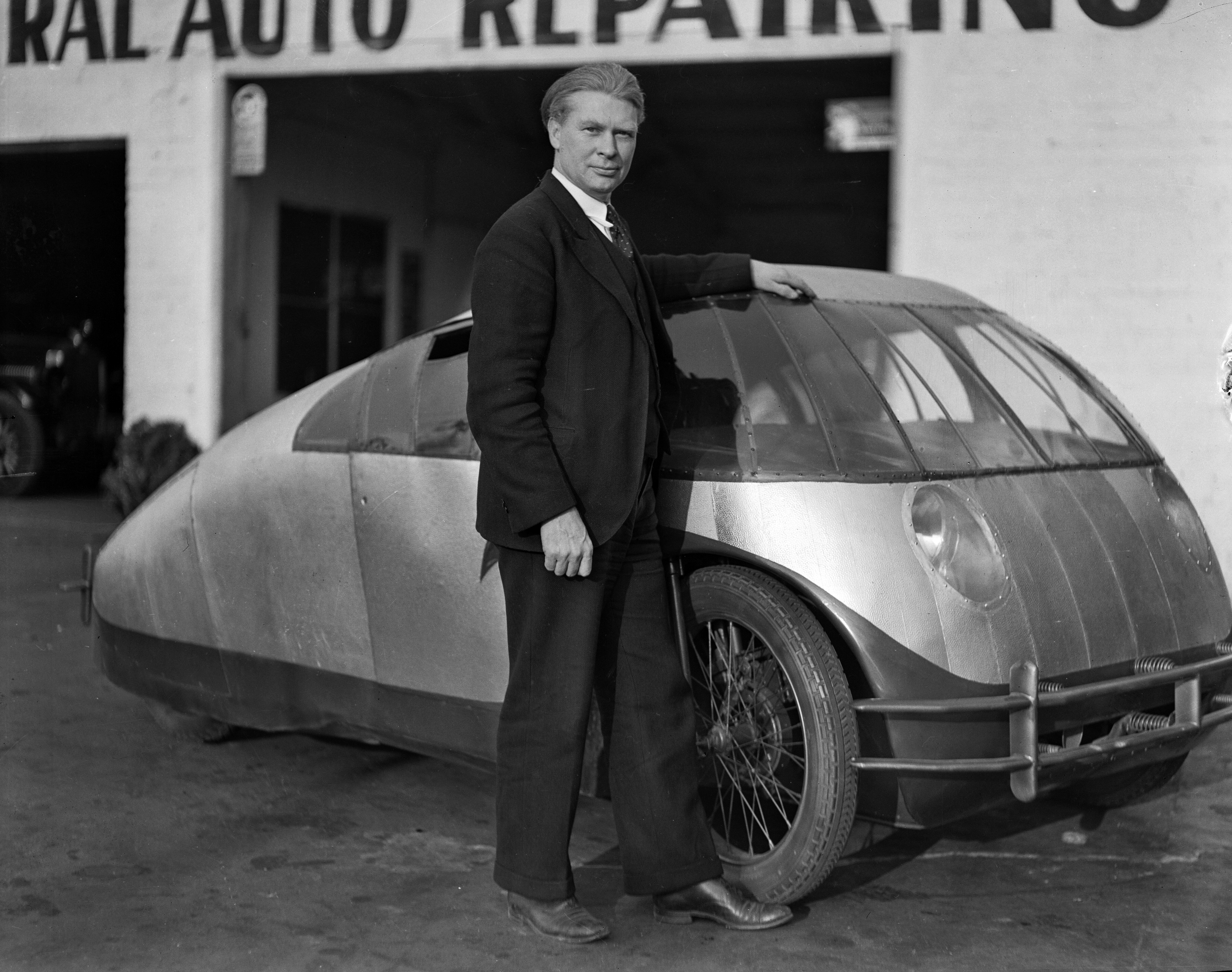
Calvin Bridges mit einem von ihm entworfenen Automobil (1936)

Calvin Blackman Bridges (* 11. Januar 1889 in Schuyler Falls, New York; † 27. Dezember 1938 in Los Angeles, Kalifornien) war ein US-amerikanischer Genetiker. Zusammen mit Alfred Sturtevant und Hermann J. Muller gehörte er zur Morgan-Gruppe, die gemeinsam im legendären Fliegenraum der Columbia University an der Taufliege Drosophila melanogaster forschte. Bridges hatte ein besonderes Auge für die Entdeckung neuer Mutanten bei der Taufliege.
1937 wurde Bridges in die National Academy of Sciences gewählt.
Bridges schrieb seine Dissertation über die „Non-disjunction as proof of the chromosome theory of heredity“ (dt.: „Die Nicht-Trennung von Chromosomen als Beweis für die Chromosomentheorie der Vererbung“). Diese Arbeit erschien 1916 als erster Beitrag in der Zeitschrift Genetics und wurde als endgültiger Beweis der Chromosomentheorie der Vererbung angesehen. In seiner Arbeit über mit dem Merkmal Geschlecht gekoppelte Eigenschaften bei der Fruchtfliege Drosophila melanogaster schlug er die These vor, dass die Gene auf den Chromosomen angeordnet sind. Nettie Maria Stevens konnte diese Hypothese später bei Forschungen an den Chromosomen der Fruchtfliege verifizieren. Bridges schrieb einige Aufsätze, in denen er diesen Beweis darlegte. Er dankte Miss Stevens, ohne jedoch genau darzulegen, welchen Beitrag sie geleistet hatte. Die Beobachtung und Dokumentation der Polytänchromosomen in larvalen Speicheldrüsenzellen bei Drosophila ist Bridges’ bekanntester Beitrag unter Drosophila-Forschern. Die dort zu erkennenden Bandmuster auf den Chromosomen konnten von zeitgenössischen Forschern als Markierungen genutzt werden.